# Malmslätts AIK
Malmslätts AIK, MAIK, är en fotbollsförening från Malmslätt i Linköpings kommun i Östergötlands län, bildad 1926. Föreningen spelar sina hemmamatcher på Hellgrenshagen och har så gjort sedan anläggningen invigdes med en match mot BK Derby den 29 augusti 1948.
Föreningens herrlag har spelat i tredje högsta divisionen, på den tiden division III utgjorde serien under Allsvenskan och division II. MAIK spelade i serien 1976 och 1980-1981. MAIK samarbetade tillsammans med gamla Linköpings FF och andra lokala klubbar i den misslyckade elisatsningen FK Linköping från 2009 till skapelsens konkurs 2011. Säsongen 2022 spelade herrlaget i division IV medan damlaget inte deltagit i seriespel sedan 2018 Till säsongen 2023 kommer dock ett damlag startas på nytt. Utöver seniorlag har MAIK en bred parlör med pojk- och flicklag i skiftande åldrar.